# Gruta da Avecasta
A Gruta da Avecasta é um monumento natural e um sítio arqueológico em Avecasta, no concelho de Ferreira do Zêzere, em Portugal. Foi classificada como Sítio de Interesse Público.

## Descrição
Este monumento consiste numa gruta abobadada natural, de grandes dimensões, situada nas imediações da aldeia de Avecasta, igualmente conhecida como Ave Casta.
A gruta encerra um património paleoambiental muito rico, composto por micro e macrorestos paleobotâncios e faunísticos, cujo elevado grau de conservação foi devido aos sedimentos, compostos por argilas de elevada qualidade, e ao seu micro-clima húmido. Devido a estas condições, é considerado um local de elevado interesse do ponto de vista arqueológico, principalmente para perceber a evolução da metalurgia. No seu interior foi encontrado um vasto conjunto de espólio, que em 2024 já totalizava quase trinta mil peças, incluindo ossos de animais e outros restos de comida, escórias de ferro, carvões, fragmentos de cerâmica manual, utensílios em osso, peças em sílex e cinzas, tendo sido preservado no Museu Nacional de Arqueologia. Foram também encontrados muitos vestígios de estruturas, como muros, lareiras e fossas, permitindo constatar que existiu uma povoação no seu interior.
Na região em redor situam-se outros monumentos antigos, como o Castro de Avecasta, ocupado desde a Idade do Bronze até à época romana.

## História
Tanto o interior como a área em redor foram ocupados durante um vasto período, desde o Paleolítico médio e superior até à Idade Média, passando pelos princípios do Calcolítico, Idade do Bronze, segunda Idade do Ferro, e época romana. O principal período de ocupação foi desde o Calcolítico aos finais do período romano, quando foi um centro de metalurgia do cobre, como pode ser evidenciado pelas escórias descobertas no seu interior, e durante a Idade do Bronze terá sido utilizada como residência. Os vestígios do Calcolítico foram descobertos no pavimento, tal como os romanos, estando estes últimos concentrados numa área conhecida como solo da casa. Quanto ao período medieval, os indícios consistem principalmente em lareiras de estruturação difusa, indicando que a gruta era ocasionalmente utilizada durante esta época. Foram encontradas peças metálicas e escórias de ferro dos finais da Idade Média, indicando a presença de forjas de fundição, que provavelmente funcionariam em cuvetes pouco profundas no pavimento, parcialmente cobertas por pequenas cúpulas em barro cozido. Além disso, foram igualmente descobertos vestígios do quotidiano, como fragmentos de peças de olaria e ossos de animais. Esta ocupação poderia estar ligada ao termo da Torre da Murta, igualmente conhecida como Torre do Langalhão, situada a cerca de dois quilómetros de distância, podendo ter feito parte do território controlado por Pedro Ferreiro, que foi besteiro do rei D. Sancho I, cujo nome está associado às forjas de Avecasta.
Ao longo da história a gruta sofreu os efeitos de vários fenómenos, como incêndios e terramotos. Foi utilizado pelo menos uma vez nos bailes da aldeia de Avecasta.
Em 1979 foi reconhecida como um local de interesse arqueológico, tendo sido alvo de escavações e outros trabalhos em 1980, 1981, 1982, 1998 e 2004. Desde os finais do século XX que as pesquisas têm sido coordenadas por José Mateus e Paula Queiroz. Foi classificada como Sítio de Interesse Público pela Portaria n.º 170, de 13 de Março de 2013. Em Agosto de 2017 foi feita a terceira campanha de escavações, coordenada pelos arqueólogos Eduardo Mateus e Paula Queirós, e que consistiu essencialmente nna reposição dos níveis naturais da escavação, que tinham sido atingidos por mobilizações de terreno sucedidas em 2012. Durante esta campanha foi encontrado um conjunto de cerca de três centenas de peças, que incluiu um perfurador, várias peças em sílex, fragmentos de cerâmica, moldes de fundição, e três moedas de bronze. Em 1 de Agosto de 2018, o jornal Região do Zêzere noticiou que nesse dia iria ser apresentado o programa de estudo e valorização da Gruta de Avecasta, na União de Freguesias de Areias e Pias. Em 2019 e 2020 foram feitos novos trabalhos arqueológicos no local, tal como em 2022, tendo este último sido coordenado pelos arqueólogos José Mateus, Paula Queiroz, Denise Silva e Artur Mateus, e realizado no âmbito dos programas de investigação PIPAdAVE, do Ministério da Cultura, e de instalação do futuro Eco-Museu Avecasta. Durante esta campanha, aprofundaram-se os conhecimentos sobre o período de ocupação medieval, tendo sido encontrados vários vestígios de vida quotidiana e da fundição de metais.